# Великий театр у Шанхаї
31°13′55″ пн. ш. 121°28′01″ сх. д. / 31.232° пн. ш. 121.467° сх. д.

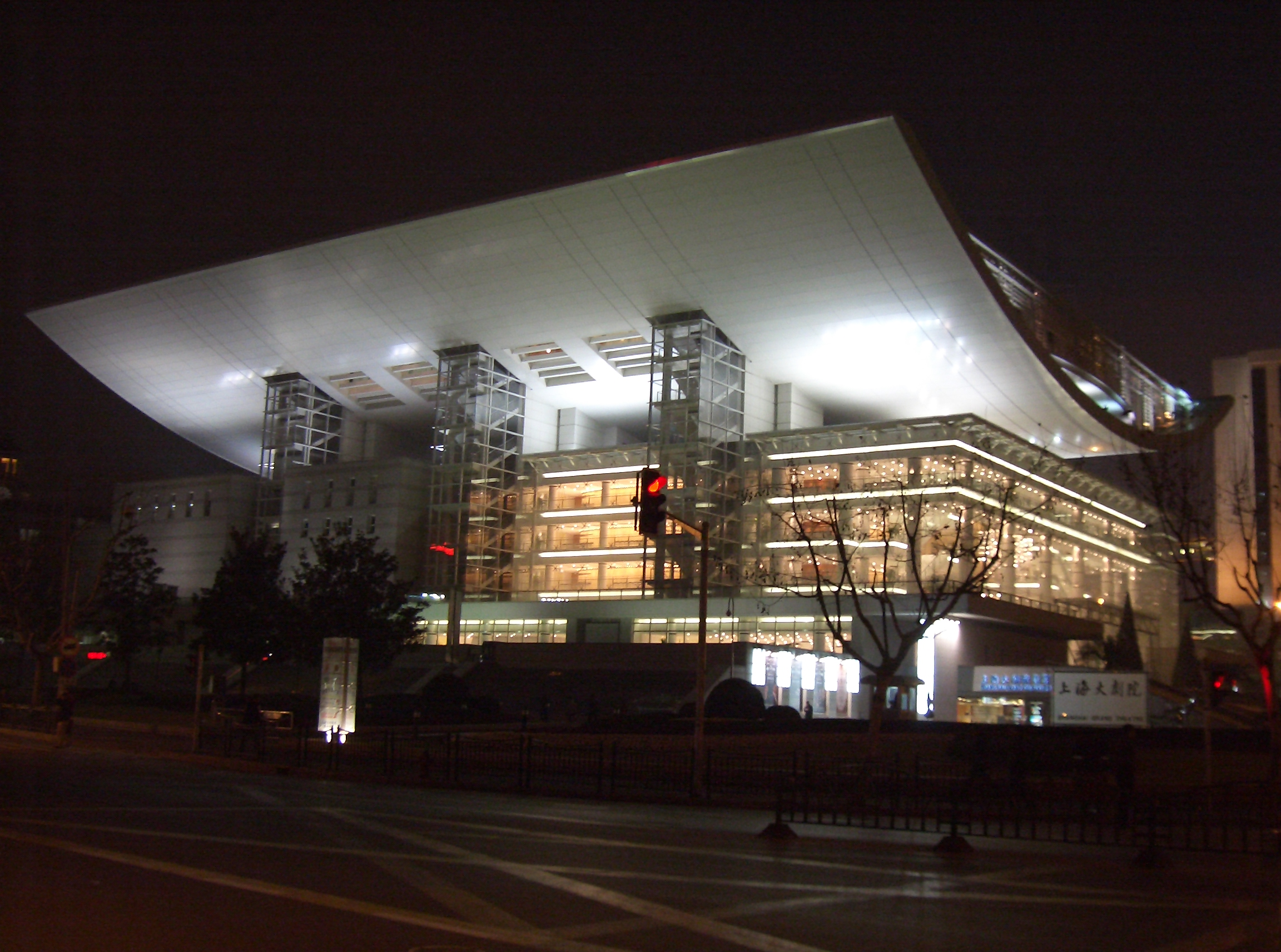
Шанхайський великий театр вночі

Великий театр у Шанхаї (або шанхайський великий театр, (кит.: 上海 大 剧院) — одна з найбільших (поряд з Національним центром виконавських мистецтв) театральних споруд Китаю і одне з визначних місць міста Шанхай. Розташований на перетині Центрального бульвару та Huangpi Road South в північній частині Народній площі в районі Хуанпу. З моменту відкриття 27 серпня 1998 на його сцені було представлено понад 6000 постановок у жанрі опери, мюзиклу, балету, концертів симфонічної та камерної музики та китайської опери. Будівля є резиденцією Шанхайського оперного театру. 

## Архітектура
Театр збудований у 1998 році. Відмітний архітектурний стиль будівлі був розроблений компанією ARTE Charpentier, заснованою французьким архітектором Жаном-Марі Шарпантьє. Внутрішній інтер'єр був створений Studios Architecture. З настанням ночі світлові установки навколо будівлі надають йому зовнішній вигляд, що нагадує кришталевий палац. У 2015 в театрі пройшла церемонія нагородження Laureus World Sports Awards.
Театр займає площу 2,1 га, при загальній площі забудови 70 000 кв. метрів та вміщає всередині три театри: Lyric Theatre на 1800 місць, драматичний театр на 600 місць та театр-студію на 300 місць. Сцена Lyric Theatre, яка має площу близько 1700 кв. метрів, включаючи головну сцену, задню щабель, ліву і праву додаткові сцени, є однією з найбільших, найбільш оснащених та найбільш універсальних механічних сцен світу. Додатково до складу театру входять бенкетна зала, каси і підземна автостоянка.